# 오지 (밴드)
오지(Orgy)는 미국의 메탈 밴드이다.

## 음반
- Candyass
- Vapor Transmission
- Punk Statik Paranoia